# Gustav-Adolf Sjöberg
Gustav-Adolf Sjöberg (Söderfors, Tierp, Uppsala, 22 de març de 1865 – Köping, Västmanland, 31 d'octubre de 1937) va ser un tirador suec que va competir a començaments del segle xx.
El 1908 va prendre part en els Jocs Olímpics de Londres, on va disputar dues proves del programa de tir. Va guanyar una medalla de plata en la prova de rifle lliure 300 metres, 3 posicions per equips, mentre en la prova individual fou quart.